# Mindre skulderlöpare
Mindre skulderlöpare (Cymindis angularis) är en skalbaggsart som beskrevs av Leonard Gyllenhaal 1810. Mindre skulderlöpare ingår i släktet Cymindis, och familjen jordlöpare. Arten är reproducerande i Sverige.